# Часове по-късно
„Часове по-късно“ (на английски: After Hours) е американски филм от 1985 година, комедия на режисьора Мартин Скорсезе по сценарий на Джоузеф Миниън.
В центъра на сюжета е благовъзпитан служител от горен Манхатън, който се запознава случайно с млада жена и попада в поредица странни и хаотични ситуации в непривичния за него нощен живот на Сохо. Главните роли се изпълняват от Грифин Дън, Роузана Аркет, Линда Фиорентино, Тери Гар, Джон Хърд.
„Часове по-късно“ е номиниран за „Златна палма“ на Кинофестивала в Кан, където Скорсезе получава наградата за най-добър режисьор.